# بيلي أوينز
بيلي أوينز (بالإنجليزية: Billy Owens) مواليد 1 مايو 1969 في بنسيلفانيا، هو لاعب كرة سلة أمريكي سابق بدأ مسيرته الاحترافية في سنة 1991 وحمل الرقم 30 و32 و5. يبلغ طوله 6 قدم 8 بوصة (2.0 م). مثّل منتخب بلاده. اعتزل اللعب في 2001.

## فرق لعب لها
- غولدن ستايت ووريورز
- ميامي هيت
- سكرامنتو كينغز
- فيلادلفيا سفنتي سيكسرز
- غولدن ستايت ووريورز
- ديترويت بيستونز

## الميداليات
| الميدالية | المسابقة                             |
| --------- | ------------------------------------ |
| فضية      | بطولة أمم الأمريكتين لكرة السلة 1989 |
| برونزية   | بطولة كأس العالم لكرة السلة 1990     |

## روابط خارجية
- بيلي أوينز على موقع الاتحاد الدولي لكرة السلة (الإنجليزية)
- بيلي أوينز على موقع إن بي أي (الإنجليزية)
- بيلي أوينز على موقع سبورتس رفرنس (الإنجليزية)
- بيلي أوينز على موقع كرة السلة الأوروبية.كوم (الإنجليزية)
- بيلي أوينز على موقع كلية كرة السلة في سبورتس رفرنس.كوم (الإنجليزية)
- بيلي أوينز على موقع ريلجم (الإنجليزية)
- بيلي أوينز على موقع بروبوليرز (الإنجليزية)